# Gustav Berner
Gustav Alexander Berner (født 7. oktober 1935 i Aalborg, død 14. juli 2017) var en dansk adelig, hofjægermester og kammerherre.
Berner blev student fra Svendborg Gymnasium i 1954 og uddannet forstkandidat fra Den Kongelige Veterinær- og Landbohøjskole i 1960. Han var fra 1962 til 1980 ejer af godset Holstenshuus. Fra 1992 til 2000 var han formand for Dansk Skovforening.
Gustav Berner var fra 1979 til 1989 medlem af Faaborg Kommunalbestyrelse, valgt for Det Konservative Folkeparti. Han var bestyrelsemedlem i den lokale partiforening.